# Ulrich Karl von Froreich
Ulrich Karl von Froreich (* 18. Oktober 1739 auf Kaltenhagen, Kreis Köslin; † 13. März 1801 in Minden) war ein preußischer Generalmajor und Chef des Leibkürassierregiments.

## Leben

### Herkunft
Die Familie Froreich ist eine alte Soldatenfamilie aus Pommern. Seine Eltern waren der preußische Hauptmann im Infanterieregiment Nr. 25 Lorenz Wedig von Froreich (* 13. Juli 1703; † 18. November 1777) und dessen Ehefrau Katharina Luise, geborene von Versen (* 6. März 1712; † 9. März 1778) aus dem Haus Crampe.

### Militärlaufbahn
Am 2. November 1752 wurde Froreich Kadett in Berlin und am 13. Mai 1757 im Dragonerregiment Nr. 4 der Preußischen Armee angestellt. Im folgenden Siebenjährigen Krieg kämpfte er in den Schlachten bei Prag, Kolin, Roßbach, Leuthen, Zorndorf, Liegnitz, Torgau und im Gefecht bei Wahlstatt. Bei Kolin und Zorndorf wurde er dabei verwundet. In der Zeit wurde er am 4. September 1758 Fähnrich und am 24. Juli 1760 Sekondeleutnant.
Nach dem Krieg dauerte es bis zum 2. Juni 1771, bis er zum Premierleutnant aufstieg. Am 26. November 1775 wurde er dann Stabshauptmann und nahm als solcher 1778/1779 am Bayerischen Erbfolgekrieg teil. Am 19. Januar 1781 wurde er dann zum Major befördert sowie am 26. Juni 1783 zum Eskadronchef ernannt. Seine Beförderung zum Oberstleutnant erfolgte am 12. August 1790, die zum Oberst am 11. Juni 1791. Am 30. Dezember 1792 wurde er als Kommandeur in das Kürassierregiment „von Sachsen-Weimar“ versetzt.
Im Ersten Koalitionskrieg war Froreich bei der Belagerung von Mainz, in der Schlacht bei Landau und im Gefecht bei Witzburg. Für sein Verhalten bei Mainz erhielt er am 23. Juli 1793 den Orden Pour le Mérite, am 27. Mai 1798 stieg er zum Generalmajor auf. Am 15. Juli 1799 wurde er zum Chef des Leibkürassierregiments berufen. Er kam zur Observationsarmee an die Weser und starb am 13. März 1801 in Minden in Westfalen an einem Schlaganfall.

### Familie
Im September 1777 heiratete er in Landsberg an der Warthe Margarethe Helene von der Marwitz (* 22. Mai 1745; † 8. Januar 1805) aus dem Haus Groß-Rietz. Das Paar hatte einen Sohn:
- Ernst Johann Karl Ludwig (* 3. Juni 1778 Landsberg an der Warthe (Juli 1778); † 24. Januar 1857 Stettin (oder 1864 ?)), Zögling an der Ritterakademie Brandenburg,[1] Landrat des Kreises Wolmirstedt, Ritter des Johanniterordens ⚭ Ernestine Wilhelmine Karoline Kamlah (1791–1870)[2] (Sohn und Enkelkinder).